# 宝山路駅
宝山路駅（ほうざんろえき）は、中華人民共和国上海市静安区にある、上海軌道交通（地下鉄）3号線と4号線の駅。当駅から虹橋路駅の区間は、3号線と4号線が線路を共有している。

## 歴史
- 2000年12月26日 - 3号線の駅として開業。
- 2005年12月31日 - 4号線開通に伴い、3号線と4号線の共用駅となる[1]。

## 駅構造

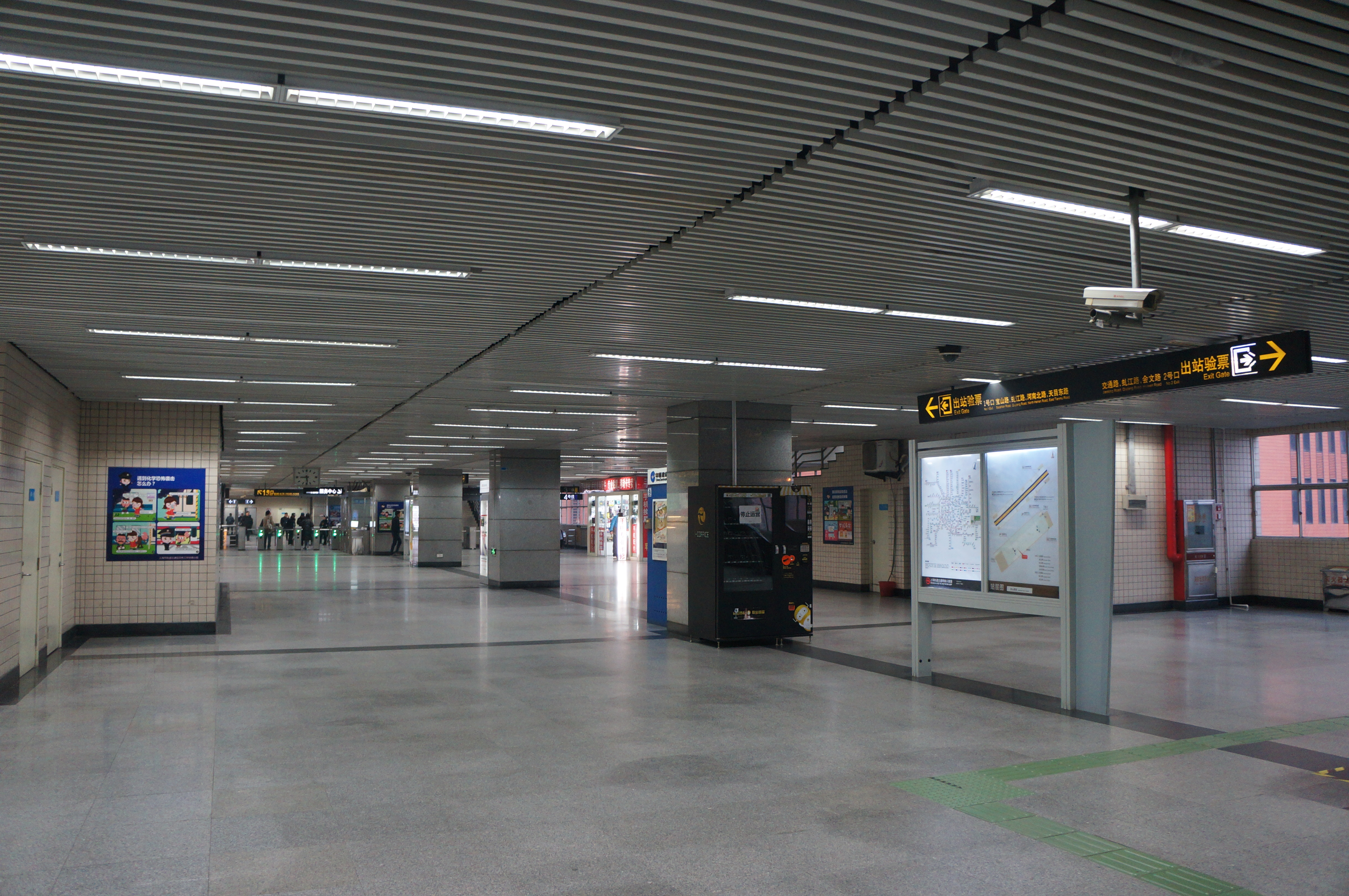
改札階コンコース

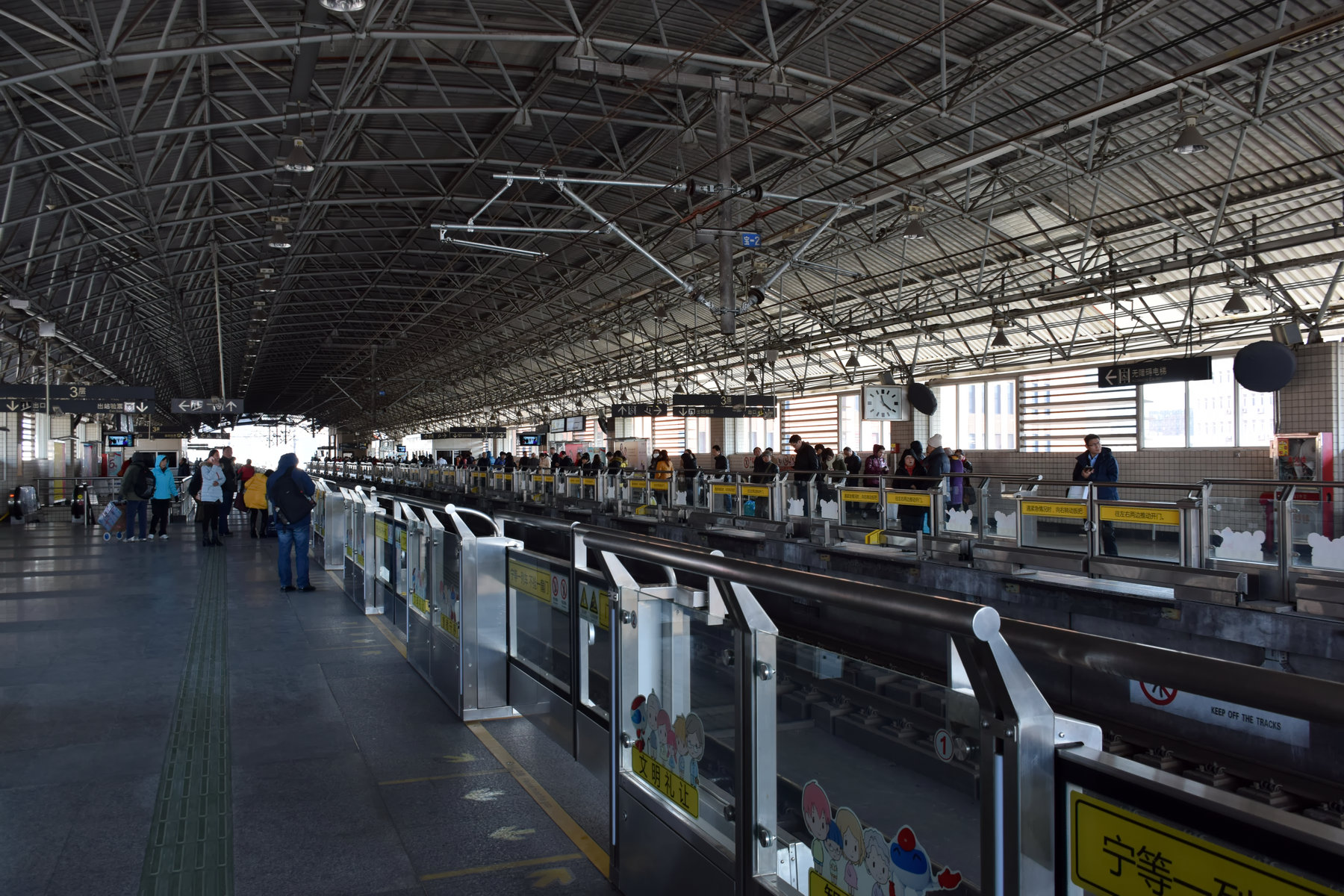
プラットホーム

高架駅。2階がコンコース階、3階がホーム階である。プラットホームは相対式2面2線を有しており、可動式ホーム柵を完備している。2階コンコース階の北側には商業施設や駅事務所がある。

### のりば
※案内上ののりば番号は設定されていない。
| 番線           | 路線  | 行先                               | 備考 |
| -------------- | ----- | ---------------------------------- | ---- |
| 南方面・外回り | 3号線 | 上海火車站・宜山路・上海南站方面   |      |
| 南方面・外回り | 4号線 | 上海火車站・宜山路・上海体育館方面 |      |
| 北方面・内回り | 3号線 | 東宝興路・虹口足球場・江楊北路方面 |      |
| 北方面・内回り | 4号線 | 海倫路・世紀大道・西蔵南路方面     |      |

## 駅周辺
- 上海鉄路博物館（旧・上海北駅跡）
- 中国鉄路上海局集団公司
- 復地新都国際店
- 閘北教育財務結算中心
- 上海音像城
- 上海市静安区宝山路小学

## バス路線
6、13、14、15、18、41、51、63、65、66、66区間、69、78、101、132、147、305、306、329、502、537、922、928、929、948、952、962、宝楊碼頭専線

## 隣の駅
上海軌道交通
 3号線
上海火車站駅 - 宝山路駅 - 東宝興路駅
 4号線
上海火車站駅 - 宝山路駅 - 海倫路駅